# Rhodotus
Genre
Rhodotus est un genre de champignons basidiomycètes de la famille des Physalacriaceae.

## Liste d'espèces
Selon BioLib (1 décembre 2018) :
- Rhodotus palmatus (Bull.) Maire.

Selon Catalogue of Life (1 décembre 2018), Index Fungorum (1 décembre 2018), MycoBank (1 décembre 2018) et NCBI (1 décembre 2018) :
- Rhodotus asperior L.P. Tang, Zhu L. Yang & T. Bau 2013 ;
- Rhodotus palmatus (Bull.) Maire 1926